# Test 6-minutowego marszu
Test 6-minutowego marszu – 6MWT (ang. 6 Minute Walk Test), zwany także testem marszowym lub testem korytarzowym, test stosowany najczęściej do określenia tolerancji wysiłku u chorych na choroby układu oddechowego, choć może też służyć do określenia tolerancji wysiłku u osób z chorobami układu krążenia.

## Wykonanie testu
Test można wykonać w każdym miejscu, pod warunkiem możliwości wyznaczenia prostego odcinka o długości 30 metrów, na którym istnieje twarde podłoże. Najczęściej jest to korytarz szpitalny, stąd alternatywna nazwa testu.
Dystans marszu powinien być wyznaczony słupkami, a na trasie co 3 metry powinny znajdować się znaczniki odległości.
Do wykonania testu konieczne jest też posiadanie stopera, pulsoksymetru, ciśnieniomierza lekarskiego, źródła tlenu oraz kwestionariusza Borga, pozwalającego na subiektywną (przez pacjenta) ocenę stopnia duszności i zmęczenia (tak zwana skala Borga). Nie jest wymagane, jedynie zalecane, posiadanie sprzętu do reanimacji w miejscu przeprowadzania testu.
Przed rozpoczęciem testu badany odpoczywa w pozycji siedzącej przez 10 minut. Do 2 godzin przed wykonaniem testu nie powinien wykonywać intensywnych wysiłków, badanie powinno być wykonane na czczo lub po lekkim posiłku.
Wówczas wykonuje się wstępne pomiary ciśnienia tętniczego, tętna, saturacji, mierzy się dane antropometryczne.
W przypadku braku przeciwwskazań do wykonania testu, instruuje się badanego, że w trakcie badania powinien chodzić własnym tempem, nie wolno mu podbiegać, ale może zwolnić lub się zatrzymać. Celem badania jest przejście jak najdłuższego odcinka, a nie osiągnięcie tego w jak najlepszym czasie.
W trakcie testu ocenia się: długość marszu, średnią prędkość marszu, wydatek energetyczny wyrażony w równoważnikach metabolicznych (MET). Rejestruje się także liczbę przerw w trakcie testu i ich długość, ocenia się nasilenie duszności i zmęczenia w skali Borga. Określa się także saturację w trakcie wykonywania testu i po jego zakończeniu.

## Przeciwwskazania
Przeciwwskazania do wykonania testu:
- bezwzględne
  - niestabilna choroba wieńcowa
  - zawał mięśnia serca w okresie ostatniego miesiąca
- względne
  - spoczynkowa częstotliwość akcji serca powyżej 120 uderzeń na minutę
  - ciśnienie skurczowe powyżej 180 mmHg lub rozkurczowe powyżej 100 mmHg

## Kryteria przerwania testu
- ból w klatce piersiowej
- duszność niemożliwa do zniesienia
- chromanie przestankowe
- obfite poty, zataczanie się, zblednięcie
- spadek saturacji (tak zwana desaturacja) poniżej 85%

## Bezpieczeństwo testu
Z uwagi, że badany sam narzuca tempo wysiłku, w trakcie badania może odpocząć, badanie jest bezpieczne. Może być wykonywane u osób starszych a nawet chorych z organicznym uszkodzeniem mięśnia sercowego. Według zaleceń ATS (American Thoracic Society) przy jego wykonaniu nie jest konieczna obecność lekarza.

## Zastosowanie
- ocena tolerancji wysiłku u pacjenta na choroby układu oddechowego lub krążenia
- ocena wyników rehabilitacji oddechowej i krążeniowej
- określenie dystansu chromania przestankowego (WD – walking distance – odległość, gdy pojawiają się pierwsze dolegliwości i MWD – maximum walking distance – maksymalny odcinek marszu)[2], które są też określane w literaturze jako odpowiednio intermitent claudication index – ICD i absolute claudication index – ACD[3]